# Венсан Паронно
Венса́н Паронно́ (фр. Vincent Paronnaud), відомий також під творчим псевдонімом Winshluss; нар. 1970, Ла-Рошель, Приморська Шаранта, Франція) — французький художник, автор коміксів та кінематографіст.

## Біографія
Венсан Паронно народився в 1970 році в Ла-Рошелі, що в департаменті Приморська Шаранта у Франції. Творчу почав кар'єру у 1995 році. Відомий як автор коміксів, які підписує псевдонімом Winshluss. У 2008 і 2009 роках в Парижі проходили його персональні виставки.
Венсан Паронно — постійний співавтор іранської художниці та кінорежисерки Марджан Сатрапі. Їхня перша спільна робота, анімаційний «Персеполіс», отримала у 2007 році Приз журі 60-го Каннського кінофестивалю та номінацію на «Оскар» у категорії за найкращий анімаційний фільм. У 2011 році Паронно і Сатрапі представили на Венеційському кінофестивалі ігровий фільм — мелодраму «Курча з чорносливом».

## Фільмографія
| Рік  |       | Назва українською   | Оригінальна назва | Режисер | Сценарист |
| ---- | ----- | ------------------- | ----------------- | ------- | --------- |
| 2004 | т/с   | Рац                 | Ratz              |         | Так       |
| 2004 | к/м   | Скажений блюз       | Raging Blues      | Так     | Так       |
| 2007 | анім. | Персеполіс          | Persepolis        | Так     | Так       |
| 2009 |       |                     | Villemolle 81     | Так     | Так       |
| 2011 |       | Курча з чорносливом | Poulet aux prunes | Так     | Так       |
| 2014 | к/м   | Кмітлива мавпа      | Smart Monkey      | Так     | Так       |
| 2014 | к/м   | Територія           | Territoire        | Так     | Так       |

## Визнання
| Рік                                               | Категорія                                                                        | Фільм               | Результат |
| ------------------------------------------------- | -------------------------------------------------------------------------------- | ------------------- | --------- |
| Каннський міжнародний кінофестиваль               |                                                                                  |                     |           |
| 2007                                              | Золота пальмова гілка                                                            | Персеполіс          | Номінація |
| 2007                                              | Приз журі                                                                        | Персеполіс          | Перемога  |
| 2007                                              | Золота камера                                                                    | Персеполіс          | Номінація |
| Єрусалимський кінофестиваль                       |                                                                                  |                     |           |
| 2007                                              | Приз за найкращий художній фільм                                                 | Перселопіс          | Перемога  |
| Асоціація кінокритиків Лос-Анджелеса              |                                                                                  |                     |           |
| 2007                                              | Найкращий анімаційний фільм                                                      | Персеполіс          | Перемога  |
| Міжнародний кінофестиваль в Сан-Паулу             |                                                                                  |                     |           |
| 2007                                              | Найкращий фільм іноземною мовою                                                  | Персеполіс          | Перемога  |
| 2011                                              | Найкращий фільм іноземною мовою                                                  | Курча з чорносливом | Перемога  |
| Британський кіноінститут                          |                                                                                  |                     |           |
| 2007                                              | Сазерленд Трофі                                                                  | 'Персеполіс         | Перемога  |
| Ванкуверський міжнародний кінофестиваль           |                                                                                  |                     |           |
| 2007                                              | Найпопулярніший фільм                                                            | Персеполіс          | Перемога  |
| Премія «Оскар»                                    |                                                                                  |                     |           |
| 2008                                              | Найкращий анімаційний фільм року                                                 | Персеполіс          | Номінація |
| Премія «Сезар»                                    |                                                                                  |                     |           |
| 2008                                              | Найкращий фільм                                                                  | Персеполіс          | Номінація |
| 2008                                              | Найкращий дебютний фільм                                                         | Персеполіс          | Перемога  |
| 2008                                              | Найкращий адаптований сценарій                                                   | Персеполіс          | Перемога  |
| Премія «Люм'єр»                                   |                                                                                  |                     |           |
| 2008                                              | Найкращий фільм                                                                  | Персеполіс          | Номінація |
| Синдикат французьких кінокритиків                 |                                                                                  |                     |           |
| 2008                                              | Найкращий перший фільм                                                           | Персеполіс          | Перемога  |
| Кришталевий глобус                                |                                                                                  |                     |           |
| 2008                                              | Найкращий фільм                                                                  | Персеполіс          | Перемога  |
| Роттердамський міжнародний кінофестиваль          |                                                                                  |                     |           |
| 2008                                              | Приз MovieZone                                                                   | Персеполіс          | Перемога  |
| 2008                                              | Приз глядацьких симпатій                                                         | Персеполіс          | Перемога  |
| Золота зірка кіно                                 |                                                                                  |                     |           |
| 2008                                              | Найкраща перша робота                                                            | Персеполіс          | Перемога  |
| Премія «Боділ»                                    |                                                                                  |                     |           |
| 2008                                              | Найкращий не-американський фільм                                                 | Персеполіс          | Номінація |
| Італійський національний синдикат кіножурналістів |                                                                                  |                     |           |
| 2008                                              | Срібна стрічка найкращому європейському кінорежисерові                           | Персеполіс          | Номінація |
| Премія BAFTA                                      |                                                                                  |                     |           |
| 2009                                              | Найкращий анімаційний фільм                                                      | Персеполіс          | Номінація |
| 2009                                              | Найкращий фільм не англійською мовою                                             | Персеполіс          | Номінація |
| Аргентинська асоціація кінокритиків               |                                                                                  |                     |           |
| 2009                                              | Срібний кондор за найкращий іноземний фільм, найкращий фільм не іспанською мовою | Персеполіс          | Перемога  |
| Венеційський міжнародний кінофестиваль            |                                                                                  |                     |           |
| 2011                                              | Золотий лев                                                                      | Курча з чорносливом | Номінація |
| Кінофестиваль в Абу-Дабі                          |                                                                                  |                     |           |
| 2011                                              | Найкращий художній фільм                                                         | Курча з чорносливом | Перемога  |
| Дублінський міжнародний кінофестиваль             |                                                                                  |                     |           |
| 2012                                              | Спеціальний приз журі кінокритиків                                               | Курча з чорносливом | Перемога  |